# Europejska Wspólnota Węgla i Stali
Europejska Wspólnota Węgla i Stali – historyczna, funkcjonująca w latach 1952–2002 ponadnarodowa organizacja gospodarcza, której powstanie zapoczątkowało europejskie procesy integracyjne.

## Historia
W pierwszych latach powojennych wobec ogromu zniszczeń, jakich dokonała II wojna światowa, powszechnie zadawano sobie pytanie, co zrobić, aby podobna tragedia więcej się nie wydarzyła. Szybko zdano sobie również sprawę, że okupacja Niemiec nie może trwać w nieskończoność. Palącą pozostawała jednak sprawa kontroli nad przemysłem ciężkim tego kraju i tkwiący korzeniami w czasach rewolucji przemysłowej konflikt francusko-niemiecki. Miał on bardzo silnie podłoże gospodarcze, węgiel i stal były surowcami strategicznymi, a Niemcy dzięki złożom w Zagłębiu Ruhry i Saary dysponowały ponad sześciokrotnie większymi zasobami węgla niż Francuzi. Ci natomiast posiadali bogate pokłady rudy żelaza w nieodległej Lotaryngii. Doktryny mocarstwowe obu krajów zakładały, że kto posiada Zagłębie Saary, Ruhry i Lotaryngię, dominuje na kontynencie, co sprzyjało konfliktom.
Szybko odrzucono pomysł nadzorowania przemysłu wyłącznie niemieckiego. Działania Francuzów we własnej strefie okupacyjnej (dążenie do trwałego osłabienia potęgi gospodarczej sąsiada) wywoływały nowe napięcia. Takie rozwiązanie wydawało się mało stabilne i sprzyjające nadużyciom. Francuski komisarz planowania Jean Monnet zaproponował prosty, technokratyczny mechanizm wspólnego, kontrolowanego, francusko-niemieckiego rynku surowców. Pomysł przedstawiony Ministrowi Spraw Zagranicznych Robertowi Schumanowi zaowocował słynną deklaracją z 9 maja 1950, w której pomysł Monneta został rozszerzony o możliwość uczestniczenia w projekcie innych europejskich krajów.
18 kwietnia 1951 na mocy traktatu paryskiego podpisanego w Sali Zegarowej pałacu Quai d’Orsay przez Belgię, Francję, Holandię, Luksemburg, RFN oraz Włochy powstała Europejska Wspólnota Węgla i Stali. Traktat wszedł w życie 23 lipca 1952, a czas jego ważności określono w umowie na 50 lat.

## Zadania
Art. 2 traktatu stanowił, że głównym celem Wspólnoty i jej organów było wspieranie rozwoju gospodarczego, zwiększanie zatrudnienia i wzrost standardów życiowych w państwach członkowskich poprzez tworzenie i regulowanie wspólnego rynku:
- węgla (realizowane od 1 stycznia 1953),
- stali (realizowane od 1 stycznia 1954, wyjątek dla Włoch: 1 stycznia 1958),
- żelaza (realizowane od 1 stycznia 1953).

## Główne organy
Zgodnie z traktatem powstały cztery główne instytucje:
- Wysoka Władza – organ wykonawczy (odpowiednik Komisji Europejskiej), 9 członków, 6 lat kadencji, kraje Beneluxu miały po 1 przedstawicielu, a Niemcy, Włochy i Francja po 2,
- Rada Ministrów EWWiS – podejmowała najważniejsze decyzje (dotyczyły one głównie harmonizacji działań podejmowanych przez Wysoką Władzę z polityką rządów państw członkowskich w zakresie gospodarki węglem i stalą); organ nadzorujący przestrzeganie prawa stanowionego w ramach EWWiS; w jego skład wchodziło siedmiu przedstawicieli państw tworzących wspólnotę.
- Zgromadzenie EWWiS (78 posłów),
- Trybunał Sprawiedliwości.

## Późniejsze zmiany
W wyniku zadowalających efektów działania Wspólnoty kraje członkowskie postanowiły kontynuować proces gospodarczej integracji i 1 stycznia 1958 w traktatach rzymskich powołały do życia:
- Europejską Wspólnotę Gospodarczą (EWG)
- Euratom.

Aby zminimalizować koszty administracyjne, stopniowo integrowano kolejne organy trzech Wspólnot. Na mocy Konwencji o niektórych wspólnych instytucjach Wspólnot Europejskich Trybunał i Wspólne Zgromadzenie EWWIS zostało połączone z Trybunałem i Zgromadzeniem Parlamentarnym EWG i Euratomu. Kolejnych zmian instytucjonalnych dokonał traktat fuzyjny z 1965 r. Utworzona na jego mocy Rada zastąpiła odrębne Rady Ministrów dla EWWIS, EWG i Euratomu. Nowa Komisja zajęła miejsce dwóch Komisji funkcjonujących w EWG i Euratomie oraz Wysokiej Władzy EWWIS.
W 2002 wobec wygaśnięcia 50-letniej ważności traktatu paryskiego organizacja przestała istnieć, a jej kompetencje przejęła Wspólnota Europejska. Na mocy traktatu lizbońskiego w 2009 roku kompetencje te przejęła Unia Europejska.

## Dokumenty
1. The Schuman Declaration – 9 May 1950 (wersja angielska). www.europa.eu. [dostęp 2012-12-09].
2. Traktat ustanawiający Europejską Wspólnotę Węgla i Stali (wersja angielska). www.cvce.eu. [dostęp 2012-12-09].